# Eckhart
Eckhart ist ein deutscher männlicher Vorname und Familienname.

## Herkunft und Bedeutung
Eckhart ist eine Form des Vornamens Ekkehard. Als Familienname ist es somit eine patronymische Bildung.

## Varianten
- Familienname: Eckhardt, Eckhard, Eckard, Eckardt, Eckardts, Eckart, Eckert, Eggert, Eggerth, Eggers, Egghart

## Bekannte Namensträger

### Mittelalterlicher Name
- Eckhart von Hochheim (≈1260–≈1328), besser bekannt als Meister Eckhart
- Eckhart der Jüngere († 1337), Dominikaner und Mystiker

### Vorname
- Eckhart Bartels (* 1947), deutscher Journalist und Sachbuch-Autor
- Eckhart Buddecke (1923–2016), deutscher Mediziner und Biochemiker
- Eckhart Dietrich (1937–2023), deutscher Richter
- Eckhart Dietz (1933–2019), deutscher Bildhauer
- Eckhart G. Franz (1931–2015), deutscher Archivar und Historiker
- Eckhart Gillen (* 1947), deutscher Kunsthistoriker und Kurator
- Eckhart Knab (* 1940), deutscher Psychologe
- Eckhart Lewering (* 1943), deutscher Politiker (SPD)
- Eckhart Liss (* 1958), deutscher Musiker, Instrumentenbauer, Bildhauer und Klanginstallations-Künstler
- Eckhart Marggraf (* 1941), deutscher Religionspädagoge
- Eckhart Müller-Heydenreich (* 1935), deutscher Jurist und Politiker
- Eckhart Nickel (* 1966), deutscher Schriftsteller und Journalist
- Eckhart Pick (* 1941), deutscher Politiker und Jurist
- Eckhart Pilick (* 1937), deutscher Autor
- Eckhart Schmidt (1938–2024), deutscher Filmemacher und Autor
- Eckhart Sindern (* 1960), deutscher Neurologe, Professor und Chefarzt
- Eckhart Strehle (* 1937), deutscher Schauspieler, Hörspiel- und Synchronsprecher
- Eckhart Tolle (* 1948), spiritueller Lehrer und Autor
- Eckhart von Vietinghoff (* 1944), deutscher Jurist
- Eckhart Vofrey (* 1956), deutscher Fußballtorwart
- Eckhart Vogt (1898–1977), deutscher Physiker und Professor

### Familienname
- Aaron Eckhart (* 1968), US-amerikanischer Schauspieler
- Daniel Martin Eckhart (* 1962), Schweizer Drehbuchautor
- Johann Georg von Eckhart (Johann Georg von Eccard; 1674–1730), deutscher Historiker und Bibliothekar
- Johann Gottlieb von Eckhart (um 1700–nach 1763), preußischer Kriegs- und Domänenrat
- Leopold Eckhart (Politiker, 1900) (1900–1974), österreichischer Eisenbahner und Politiker (SPÖ), Landtagsabgeordneter Niederösterreich
- Leopold Eckhart (Politiker, 1905) (1905–1990), österreichischer Landwirt und Politiker (SPÖ), Nationalratsabgeordneter
- Lisa Eckhart (* 1991), österreichische Poetry-Slammerin und Kabarettistin
- Lothar Eckhart (1918–1990), österreichischer Klassischer Archäologe
- Ludwig Eckhart (1890–1938), österreichischer Mathematiker
- Melchior Eckhart (1555–1616), deutscher evangelischer Theologe

## Sonstiges
- Eckhart aus dem Mäusenest, kanadische Zeichentrickserie